# Den älskade
Den älskade är en pjäs av Lisa Langseth, som spelades på Elverket i Stockholm med bl.a. Noomi Rapace. Till det som är vackert, en film från 2010, bygger på denna pjäs.
Den handlar om en Marabou-anställd som vinner en operabiljett och börjar arbeta på Konserthuset. Hon inleder en relation med en dirigent.